# WCHL 1922–23

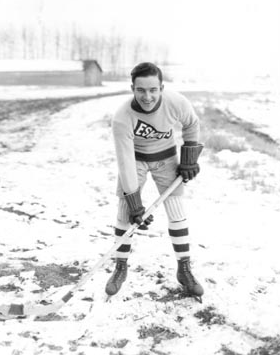
Edmonton Eskimos högerforward Art Gagné, här under säsongen 1921–22, vann poängligan med sina 43 poäng.

WCHL 1922–23 var den andra säsongen av den kanadensiska professionella ishockeyligan Western Canada Hockey League. Edmonton Eskimos, Calgary Tigers, Regina Capitals och Saskatoon Crescents spelade 30 matcher var under grundserien. WCHL:s grundserie säsongen 1922–23 inbegrep även matcher mot de tre lagen från PCHA; Victoria Cougars, Vancouver Maroons och Seattle Metropolitans.
Edmonton Eskimos vann grundserien med 39 inspelade poäng och vann därefter ligaslutspelets dubbelmöte mot andraplacerade Regina Capitals med målskillnaden 4-3. Laget fick därefter spela om Stanley Cup mot Ottawa Senators från NHL. Ottawa Senators besegrade Edmonton Eskimos i finalserien om Stanley Cup med 2-0 i matcher efter två målsnåla uddamålssegrar, 2-1 och 1-0.

## Grundserie
| Western Canada Hockey League | M  | V  | F  | O | P  | GM  | IM  |
| ---------------------------- | -- | -- | -- | - | -- | --- | --- |
| Edmonton Eskimos             | 30 | 19 | 10 | 1 | 39 | 112 | 90  |
| Regina Capitals              | 30 | 16 | 14 | 0 | 32 | 93  | 97  |
| Calgary Tigers               | 30 | 12 | 18 | 0 | 24 | 91  | 106 |
| Saskatoon Crescents          | 30 | 8  | 20 | 2 | 18 | 91  | 125 |

Lagen i WCHL spelade även matcher mot lagen i PCHA

### Poängliga
Ma. = Matcher, M = Mål, A = Assists, P = Poäng, Utv. = Utvisningsminuter
|                     | Lag                 | Ma. | M  | A  | P  | Utv. |
| ------------------- | ------------------- | --- | -- | -- | -- | ---- |
| Art Gagné           | Edmonton Eskimos    | 29  | 22 | 21 | 43 | 63   |
| Gordon "Duke" Keats | Edmonton Eskimos    | 25  | 24 | 13 | 37 | 72   |
| George Hay          | Regina Capitals     | 30  | 28 | 8  | 36 | 12   |
| Newsy Lalonde       | Saskatoon Crescents | 29  | 30 | 4  | 34 | 44   |
| Harry Oliver        | Calgary Tigers      | 29  | 25 | 7  | 32 | 10   |
| Joe Simpson         | Edmonton Eskimos    | 30  | 15 | 14 | 29 | 6    |
| Ty Arbour           | Edmonton Eskimos    | 30  | 18 | 9  | 27 | 10   |
| Bill Cook           | Saskatoon Crescents | 30  | 9  | 16 | 25 | 19   |
| Amby Moran          | Regina Capitals     | 28  | 15 | 8  | 23 | 37   |
| Jimmy Gibson        | Calgary Tigers      | 29  | 18 | 5  | 23 | 6    |

Statistik från justsportsstats.com och nhl.com

### Målvaktsstatistik
M = Matcher, V = Vinster, F = Förluster, O = Oavgjorda, SM = Spelade minuter, IM = Insläppta mål, N = Hållna nollor, GIM = Genomsnitt insläppta mål per match
|                       | Lag                 | M  | V  | F  | O | SM   | IM | N | GIM  |
| --------------------- | ------------------- | -- | -- | -- | - | ---- | -- | - | ---- |
| Bill Tobin            | Edmonton Eskimos    | 1  | 1  | 0  | 0 | 60   | 1  | 0 | 1.00 |
| Bill Laird            | Regina Capitals     | 28 | 16 | 12 | 0 | 1701 | 83 | 3 | 2.93 |
| Hal Winkler           | Edmonton Eskimos    | 29 | 18 | 10 | 1 | 1797 | 89 | 1 | 2.97 |
| Bill Binney           | Calgary Tigers      | 18 | 7  | 11 | 0 | 1100 | 63 | 1 | 3.44 |
| Charlie Reid          | Calgary Tigers      | 11 | 5  | 6  | 0 | 672  | 39 | 0 | 3.48 |
| Sammy Hebert          | Saskatoon Crescents | 19 | 4  | 13 | 2 | 1218 | 79 | 0 | 3.89 |
| Bill Speck            | Calgary Tigers      | 1  | 0  | 1  | 0 | 60   | 4  | 0 | 4.00 |
| Tommy Murray          | Saskatoon Crescents | 12 | 4  | 8  | 0 | 664  | 46 | 1 | 4.16 |
| Albert "Red" McCusker | Regina Capitals     | 2  | 0  | 2  | 0 | 120  | 14 | 0 | 7.00 |

Statistik från justsportsstats.com och nhl.com

## Stanley Cup
| Datum   | Borta           | Mål | Hemma            | Mål | Noter |
| ------- | --------------- | --- | ---------------- | --- | ----- |
| 29 mars | Ottawa Senators | 2   | Edmonton Eskimos | 1   | ÖT    |
| 31 mars | Ottawa Senators | 1   | Edmonton Eskimos | 0   |       |

ÖT = Övertid